# Podilskyi (raion)
Podilskyi ou Podil (em ucraniano: Подільський район) é um dos 10 raions da cidade de Kiev.